# Kelurahan Bungo Barat
Kelurahan Bungo Barat is een bestuurslaag in het regentschap Bungo van de provincie Jambi, Indonesië. Kelurahan Bungo Barat telt 4415 inwoners (volkstelling 2010).